# Wiślica
Wiślicaⓘ é um município no sudeste da Polônia. Pertence à voivodia da Santa Cruz, no condado de Busko. É a sede da comuna urbano-rural de Wiślica.
Estende-se por uma área de 4,7 km², com 443 habitantes, segundo o censo de 31 de dezembro de 2024, com uma densidade populacional de 94,3 hab./km².
Recebeu direitos de cidade em 1326 e os perdeu em 1870. Recuperou a condição de cidade em 1 de janeiro de 2018, tornando-se a menor cidade da Polônia em termos de população, com 503 habitantes, deslocando a antiga Wyśmierzyce (920 habitantes em 2016) em 45%. Em comparação, Kozy, a maior vila da Polônia em termos de população, tem 12 529 habitantes (31 de dezembro de 2013). Em 1 de janeiro de 2019, a vizinha Opatowiec, recuperando seus direitos municipais, tornou-se a menor cidade da Polônia, com 338 habitantes, desalojando Wiślica após somente um ano de posse desse título.
Em 2024, Wiślica teve a maior diminuição percentual da população de qualquer cidade da Polônia (- 5,41%).
Na segunda metade do século XVI, Wiślica era uma cidade real no condado de Wiślica da voivodia de Sandomierz.

## Localização geográfica

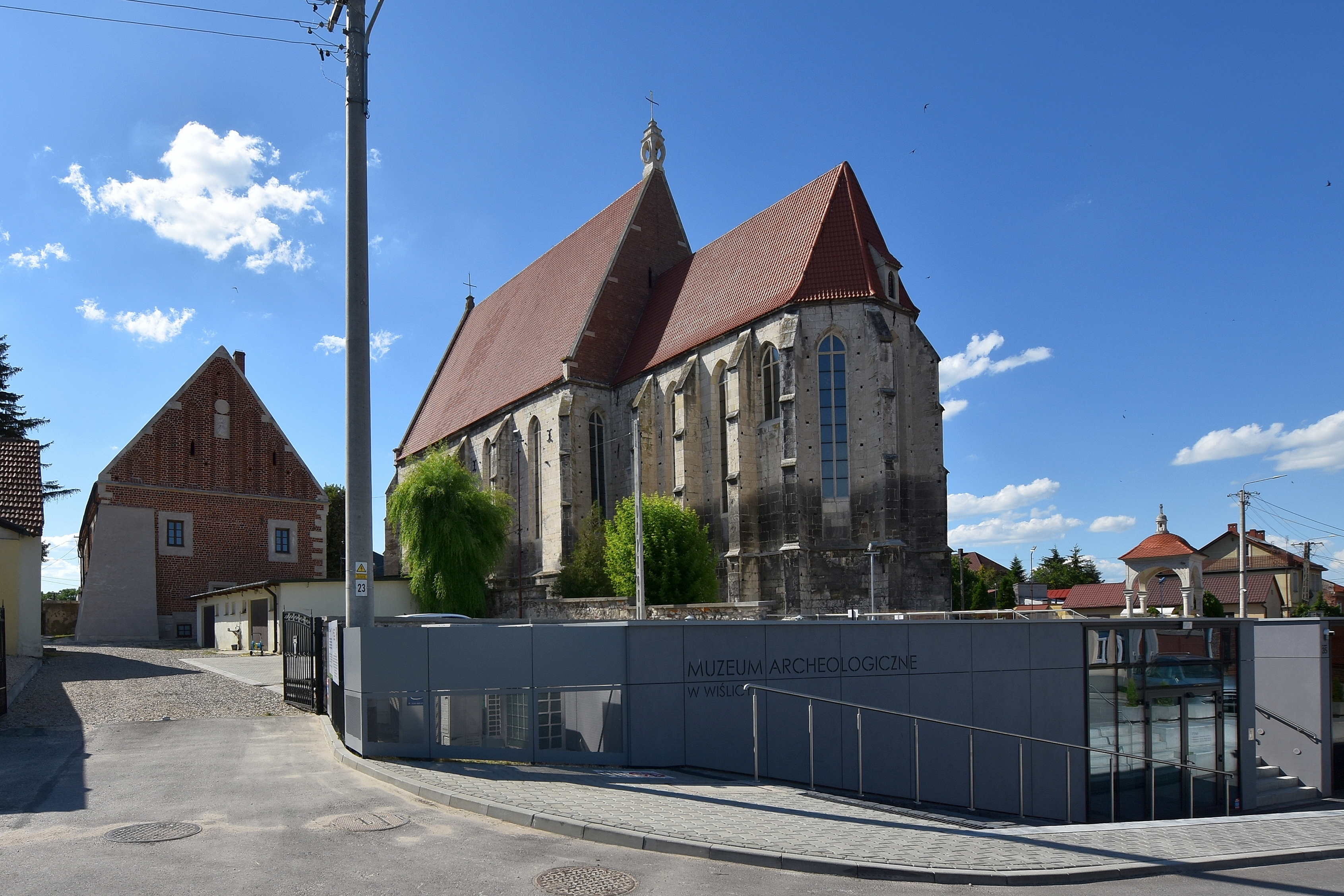
Basílica Colegiada

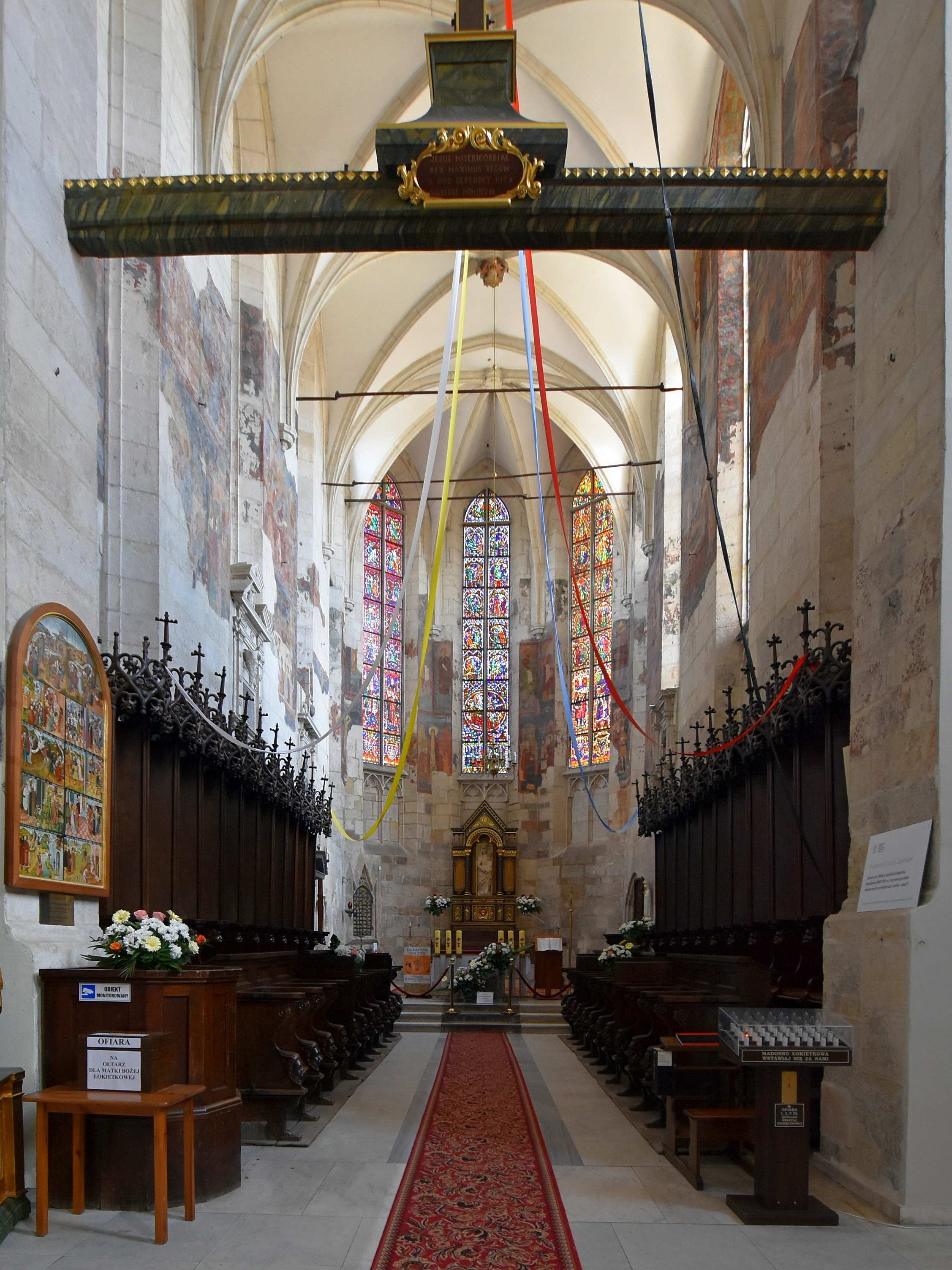
Interior da basílica - presbitério da basílica

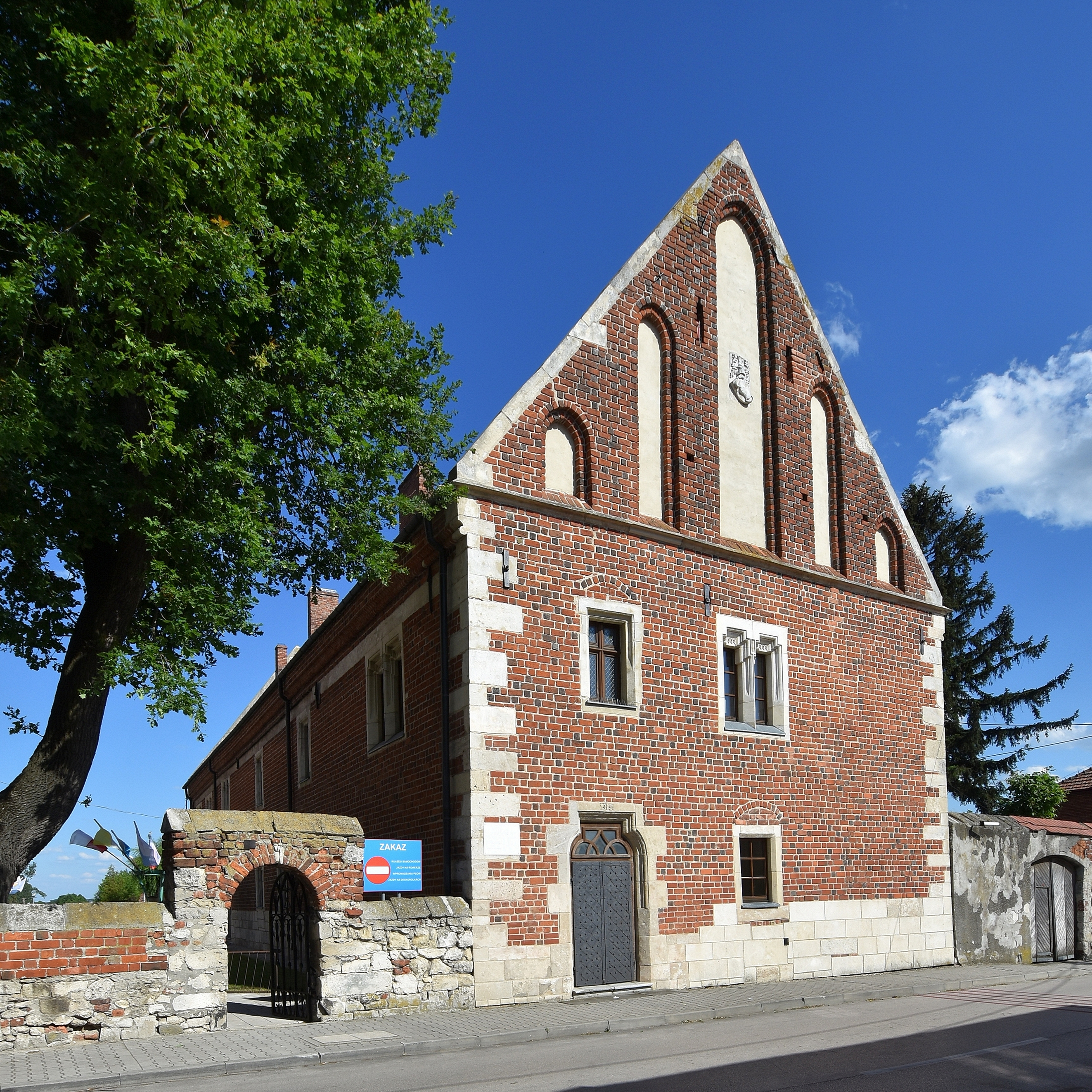
Casa de Długosz

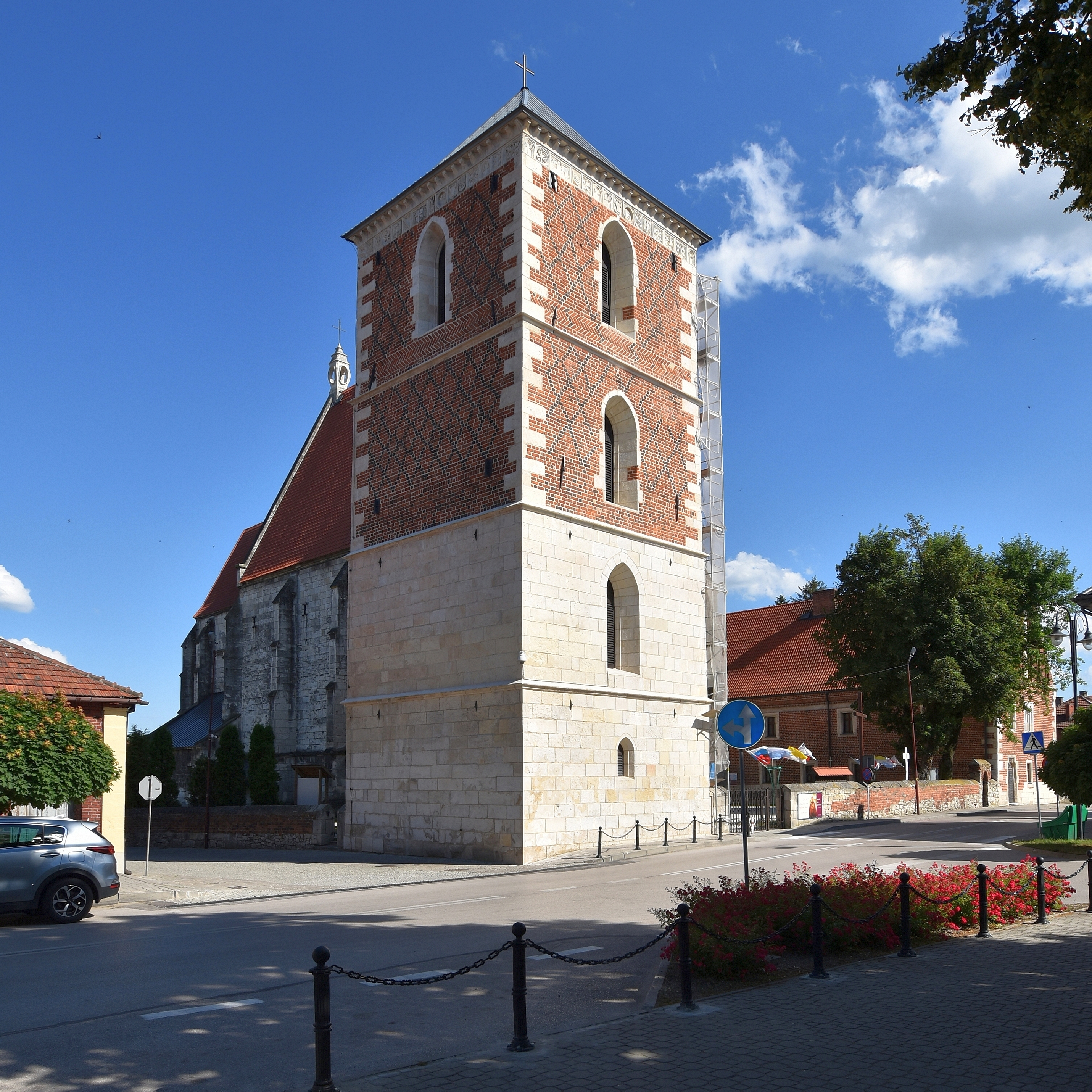
Torre do sino

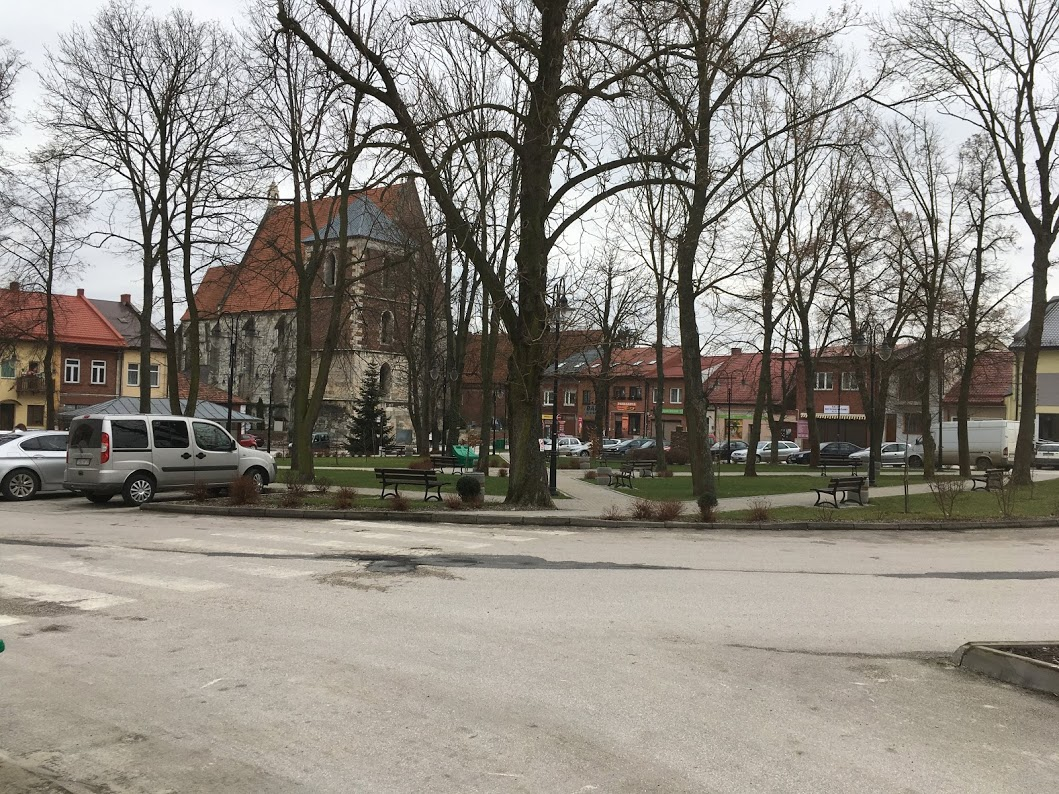
Parque da cidade

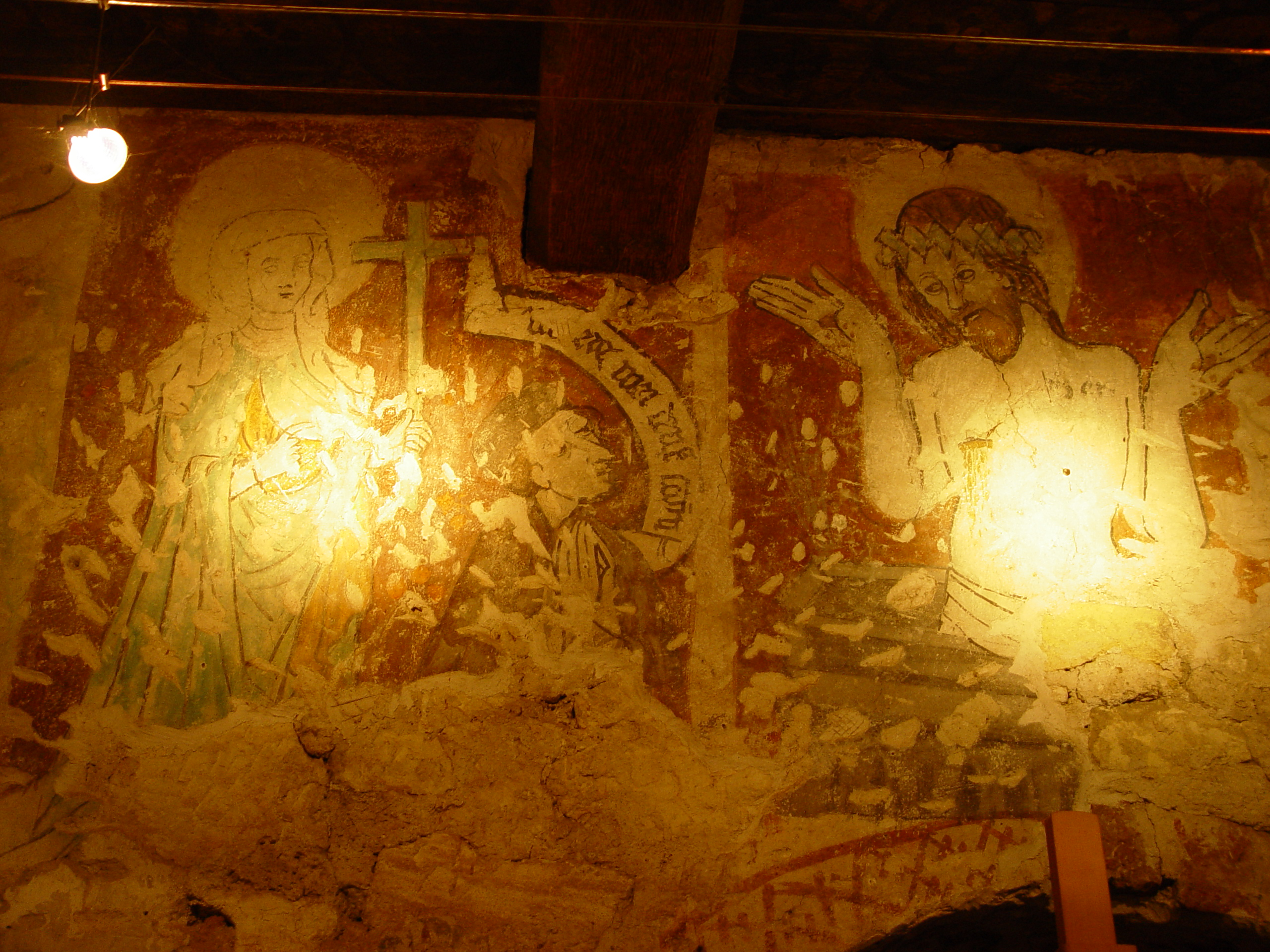
Imagem de Jan Długosz na parede policromada do século XV da Casa de Długosz

Wiślica está localizado na região de Ponidzie, na margem esquerda do rio Nida, no parque paisagístico de Nadnidziański.
Pela cidade corre a estrada da voivodia n.º 776 de Busko-Zdrój para Kazimierza Wielka.
A estrada provincial n.º 776 de Busko-Zdrój a Kazimiera Wielka passa pela cidade.
Wiślica é o ponto de partida da trilha de caminhada azul que leva a Pińczów e da trilha de caminhada verde que leva a Grochowiska. O Caminho da Pequena Polônia e a trilha da Via Jaguelônica passam pela cidade.
Em Wiślica, a ferrovia de acesso Świętokrzyska encerrou sua atividade há um longo tempo. Atualmente, os trens não circulam mais nessa seção há cerca de 20 anos, devido à devastação e ao roubo de grandes seções dos trilhos.

## História
Segundo a chamada lenda panoniana da Vida de São Metódio, o nome do assentamento vem de seu fundador, o príncipe vistulano Wiślimir, que com os arredores passou a se chamar Wiślica em 880. O documento diz sobre o batismo forçado do príncipe pagão dos vistulanos. Para alguns pesquisadores, essa menção era prova de que no século IX havia um forte Estado dos vistulanos com a capital em Wiślica. Atualmente, no entanto, não há dúvida quanto ao papel capital de Cracóvia em seu país.
Por volta de 990, a fortaleza foi incorporada ao Estado dos Piastas. Naquela época, Wiślica se tornou um dos centros administrativos mais importantes da Pequena Polônia, próxima a Cracóvia e Sandomierz. No início do século XI, Boleslau, o Bravo, ergueu uma fortaleza defensiva perto da praça do mercado, cuja tarefa era proteger a travessia do rio Nida. Uma rota comercial que ia de Praga e Cracóvia a Rus de Kiev e percorria Wiślica.
Em meados do século X, na ilha chamada Regia, foi criado um segundo povoado fortificado. Assim, Wiślica no século XI consistia em duas povoações fortificadas, uma das quais permanentemente ocupada pela equipe do príncipe, tinha um caráter tipicamente militar. Um acordo comercial com a igreja do castelo se desenvolveu entre eles. No século XI foi construída a igreja de São Nicolau. No final do século XI, o assentamento foi incendiado, mas isso não interrompeu seu desenvolvimento. Em 1135, Wiślica foi saqueada por rutenos e cumanos (os detalhes desse evento requerem pesquisa adicional). Após a morte de Boleslau III e a dissolução regional, Wiślica se encontrou no distrito de Sandomierz.
Durante o reinado do príncipe Henrique de Sandomierz, Wiślica tornou-se novamente uma das cidades mais importantes da Pequena Polônia. Após verificação de estudos anteriores, constatou-se que todos os edifícios de pedra na ilha Regia foram construídos não antes da segunda metade do século XII. O príncipe fundou uma reunião de cânones e a primeira igreja colegiada em Wiślica. A construção da igreja colegiada foi concluída durante o reinado de seu irmão Casimiro II, o Justo.
O príncipe Casimiro nomeou Wiślica como sede principal de sua corte. Um palácio foi construído em Regia, incluindo dois palácios ligados a capelas em forma de rotunda. Ao mesmo tempo, a fortaleza localizada a leste do assentamento foi reconstruída. Durante o reinado do príncipe Casimiro, Wiślica se tornou um centro de cultura e arte; nesse tempo foi construída a Laje de Wiślica, um piso medindo 4,1 × 2,5 metros de cerca de 1175 a 1177, com figuras figurativas gravadas, descobertas em 1959 na cripta da igreja demolida do século XII.
Em 1241, a cidade foi completamente destruída durante a invasão mongol. Em meados do século XIII, os príncipes piastas lutaram por Wiślica por muitos anos. Em 1291, a cidade ficou sob o domínio de Ladislau I. Em 1292, o príncipe foi banido e Wiślica esteve dentro das fronteiras do reino de Venceslau II da Boêmia. Em 1304 Ladislau I, à frente das tropas húngaras, recuperou Wiślica.
Depois que Ladislau I ganhou a coroa polonesa, Wiślica se tornou um dos centros mais importantes do reino. Antes de 1326, foram-lhe concedidos os direitos de cidade. Havia convenções de cavaleiros da Pequena Polônia e de toda a Polônia. Em 1347, o rei Casimiro, o Grande, aprovou os Estatutos de Wiślica aqui. Na década de 1660, Casimiro, o Grande construiu um pequeno castelo e cercou a cidade com um muro defensivo com três portões: Busko, Krakowska e Zamkowa. Ele também financiou a terceira igreja colegiada em Wiślica.
Em 6 de dezembro de 1382, após a morte de Luís I da Hungria, um congresso da nobreza da Pequena Polônia ocorreu em Wiślica, durante o qual ocorreu uma reunião com a legação húngara.
Em 12 de março de 1409, em Cracóvia, o rei Ladislau II Jagelão concedeu a Lei de Magdeburgo a Wiślica.
No século XV, foram realizadas convenções de nobres em Wiślica e na vizinha Nowy Korczyn. Naquela época, Jan Długosz estava educando os filhos do rei Casimiro IV Jagelão.
Desde o tempo de Casimiro, o Grande, até as partições, a cidade foi a sede do tribunal de terras..
No século XVI, a cidade era um importante centro de artesanato. Doze corporações de ofício operavam aqui. Em 1528, foram construídas obras hidráulicas em Wiślica, cuja construção foi autorizada pelo rei Sigismundo I. Em 1540, Wiślica obteve o privilégio de não aceitar judeus (Privilegium de non tolerandis Judaeis).
Era um local associado às atividades da Irmandade polonesa. Józef Szymański em seu trabalho "Trilha da Irmandade polonesa" menciona uma congregação de irmãos poloneses que operaram aqui no século XVI.
Em 1587, em Wiślica, ocorreu um parlamento eleitoral durante o qual houve uma dupla eleição: de Maximiliano III, Arquiduque da Áustria e de Sigismundo Vasa. Naquela época, a cidade era ocupada pelo exército de Krzysztof Zborowski, um defensor do arquiduque Maximiliano. Por fim, Sigismundo Vasa foi eleito rei, apoiado pelo Chanceler da Coroa, Jan Zamoyski. Em 1606, durante a Rebelião de Zebrzydowski em Wiślica, foi realizado um congresso dos apoiadores do rei.
A cidade declinou no século XVII durante a invasão sueca. Em 1657, foi destruída pelo exército de Jorge Rákóczi II. Em 1766 o castelo foi demolido, em 1820 as igrejas de São Martinho e do Espírito Santo, e no final do século XIX as antigas muralhas da cidade. Em 1869, após a Revolta de Janeiro, Wiślica perdeu os direitos de cidade.
Durante a Primeira Guerra Mundial, o povoado esteve na linha de frente. A artilharia austríaca bombardeou-a, sofrendo grandes danos, entre outros, a igreja colegiada. Foi reconstruída na década de 1920.
Durante a ocupação nazista, os alemães criaram um gueto para os residentes judeus em maio de 1941. Ele abrigava cerca de 2 200 judeus. Em 3 de outubro de 1942, eles foram levados para o gueto de Pińczów e, de lá, para o campo de extermínio de Treblinka II, onde foram assassinados.
Em 1958, durante escavações arqueológicas, os restos das antigas igrejas românicas foram descobertos na adega da igreja colegiada.
Em 17 de julho de 1966, durante o 1000.º aniversário do batismo da Polônia, o Primaz da Polônia, Cardeal Stefan Wyszynski e o arcebispo Karol Wojtyła coroaram cerimoniosamente a imagem de Nossa Senhora do Sorriso, localizada no altar principal do templo de Wiślica.
Em 1 de setembro de 1974, ocorreu o 50.º aniversário da renovação do capítulo colegiado em Wiślica. O arcebispo Karol Wojtyła, presidido por eles, foi assistido pelos bispos de Kielce e 60 padres.
Nos anos 1975-1998, Wiślica pertenceu administrativamente à voivodia de Kielce.
Em 1 de outubro de 2004, o papa João Paulo II concedeu à igreja de Wiślica o título de uma basílica menor.
Em 7 de setembro de 2013, as relíquias do sangue de João Paulo II foram introduzidas na basílica menor de Wiślica. A missa do sábado foi presidida pelo Arcebispo Metropolita de Cracóvia, Cardeal Stanisław Dziwisz, que nesta ocasião fez uma homilia ocasional.
Em 2016, foram realizadas consultas públicas sobre a concessão dos direitos de cidade a Wiślica, com a participação de 302 pessoas de 424 titulares (a participação foi de 71%). Esta ideia foi apoiada por 293 pessoas (97% dos eleitores), 7 pessoas (2%) votaram contra e 2 pessoas (1%) se abstiveram.

## Monumentos históricos
- Basílica colegiada da Natividade da Virgem Maria de 1350, fundada por Casimiro III da Polônia, supostamente como penitência pelo assassinato do cânone Marcin Baryczka (a chamada igreja expiatória). O interior é decorado com abóbadas góticas: com nervuras cruzadas e ogival, com base em três pilares no centro da basílica. É a igreja de duas naves mais antiga e maior da Polônia. A igreja foi parcialmente destruída durante a Primeira Guerra Mundial pelos austríacos. Foi reconstruída em 1919-1926, de acordo com o projeto de Adolf Szyszko-Bohusz. No presbitério, existem fragmentos de afrescos ruteno-bizantinos dos anos de 1397 a 1400 da fundação de Ladislau II Jagelão da Polônia. No altar principal, há uma estátua da Virgem Maria de Nazaré (chamada Madona de Łokietkowa) de cerca de 1300.
- No porão da basílica, onde existem restos de duas igrejas românicas anteriores, datadas dos séculos XII e XIII, e o desenho de um prato único de laranjas, datado de 1175, e é um ótimo exemplo da arte românica.
- Casa de Długosz - vicariato desde 1460. Este edifício de tijolos, fundado pelo famoso cronista Jan Długosz, serviu de apartamento para os vigários da igreja colegiada de Wiślica. Fragmentos do policromado do século XV foram descobertos no interior. Atualmente, abriga um presbitério e o museu de Wiślic.
- Igreja de São Nicolau - restos de uma igreja românica datada do século XI, juntamente com uma capela sepulcral.
- Pia batismal - uma pia hipotética de gesso e argila usada para batismos
- Campanário localizado à esquerda da entrada, na fachada oeste da basílica. O edifício foi erguido entre 1460 e 1470, e foi financiado por Jan Długosz. Em 1858, foi destruído pelo fogo. Foi restaurado em 1872, adicionando uma torre neogótica. O campanário foi danificado durante o bombardeio austríaco em 1915. Em 1919 foi consertado, mas a torre do século XIX foi removida. O edifício tem uma planta quadrada e quatro andares. No friso parcialmente reconstruído, existem brasões da Coroa e da Lituânia, além de nobres: Dębno, Wieniawa, Grzymała, Ogończyk, Pilawa, Nałęcz, Rawicz e Poraj.
- Ilha Grodziskowa do final do século X, com vestígios de muros do século XII[22]
- Um assentamento fortificado em Regia do final do século X (na cidade), onde foram descobertas duas rotundas palacianas e duas rotundas românicas do século XII[23]
- Casa da Irmandade do Rosário, com um corredor de passagem. Construído para a irmandade em 1677 pelo padre Jan Rudnicki. Ficava na esquina da Praça do Mercado e da Rua Jasna. Demolida no início de abril de 2009[24]
- Imagem da Paixão de Cristo da segunda metade do século XVII na Praça Solny
- Imagem de São João Nepomuceno em pose de oração, na rua Tysiąclecia Polskiego

### Registo de monumentos imóveis
Os objetos estão inscritos no registro de monumentos imóveis:
- Cidade dos séculos XI e XVI
- Complexo da igreja colegiada:
  - Igreja paroquial da Natividade da Bem-Aventurada Virgem Maria de 1350 a 1360, reconstruída em 1919 a 1926,
  - Campanário de 1460 a 1470, reconstruído em 1919,
  - "Dom Długosza", atualmente presbitério e Museu Arqueológico, de 1460, reconstruído em 1873,
- Fundações da igreja românica de São Nicolau, do século XI ao XII,
- Casa residencial "Różaniecowa", do século XVII, reconstruída no século XVIII/XIX.

## Demografia
Conforme os dados do Escritório Central de Estatística da Polônia (GUS) de 31 de dezembro de 2024, Wiślica é uma cidade muito pequena com uma população de 443 habitantes (50.º, penúltimo lugar na voivodia de Santa Cruz e 1018.º lugar na Polônia), tem uma área de 4,8 km² (47.º lugar na voivodia de Santa Cruz e 877.º lugar na Polônia) e uma densidade populacional de 93 hab./km² (47.º lugar na voivodia de Santa Cruz e 979.º lugar na Polônia). Entre 2018–2024, o número de habitantes diminuiu 14,0%.
Os habitantes de Wiślica constituem cerca de 0,66% da população do condado de Busko, constituindo 0,04% da população da voivodia de Santa Cruz.
| Descrição                         | Total      | Total   | Mulheres   | Mulheres | Homens     | Homens  |
| --------------------------------- | ---------- | ------- | ---------- | -------- | ---------- | ------- |
| unidade                           | habitantes | %       | habitantes | %        | habitantes | %       |
| população                         | 443        | 100     | 227        | 51,2     | 216        | 48,8    |
| área                              | 4,8 km²    | 4,8 km² | 4,8 km²    | 4,8 km²  | 4,8 km²    | 4,8 km² |
| densidade populacional (hab./km²) | 93         | 93      | 47,6       | 47,6     | 45,4       | 45,4    |

## Comunidades religiosas
Igreja católica romana:
- Paróquia da Natividade da Virgem Maria[29]

Testemunhas de Jeová
- Igreja em Wiślica

## Esportes
Clube esportivo LKS "Gród" Wiślica, fundado em 1948, administra a seção de futebol.

## Transportes
Wiślica não possui transporte ferroviário de passageiros. O transporte de passageiros é fornecido pela frota de ônibus PKS Busko Zdrój e por transportadoras particulares. A cidade tem conexões diretas de ônibus com Kielce, Cracóvia, Katowice, Busko, Kazimierza Wielka, Miechów, Żywiec e nos fins de semana também com Lublin.

## Cultura
Devido ao grande acúmulo de matéria histórica, em 20 de maio de 1966, por iniciativa do Grupo de Pesquisa da Idade Média polonesa, foi criado o Museu Regional, que agora funciona como o Museu Arqueológico de Wiślica, filial do Museu Nacional de Kielce. A instituição pretende cuidar de todo o complexo histórico de Wiślica, cobrindo todas as cidades. A principal missão do Museu é disseminar a história do local, que de maneira perfeita, através de testemunhos tangíveis do passado, reflete as mudanças que ocorrem na Polônia desde o século IX até o presente.